# Водонапорная башня (Конотоп)
Водонапо́рная ба́шня (укр. Водонапірна вежа, Шуховська вежа) — гиперболоидная конструкция города Конотопа Сумской области Украины. Расположена на углу площади Конотопских дивизий и улицы Владимира Шухова, является одной из «визитных карточек» Конотопа.
Одна из немногих сохранившихся до наших дней «башен Шухова». Ровесница шуховской водонапорной башни в Белой Церкви, которая служит и по сей день.

## Описание

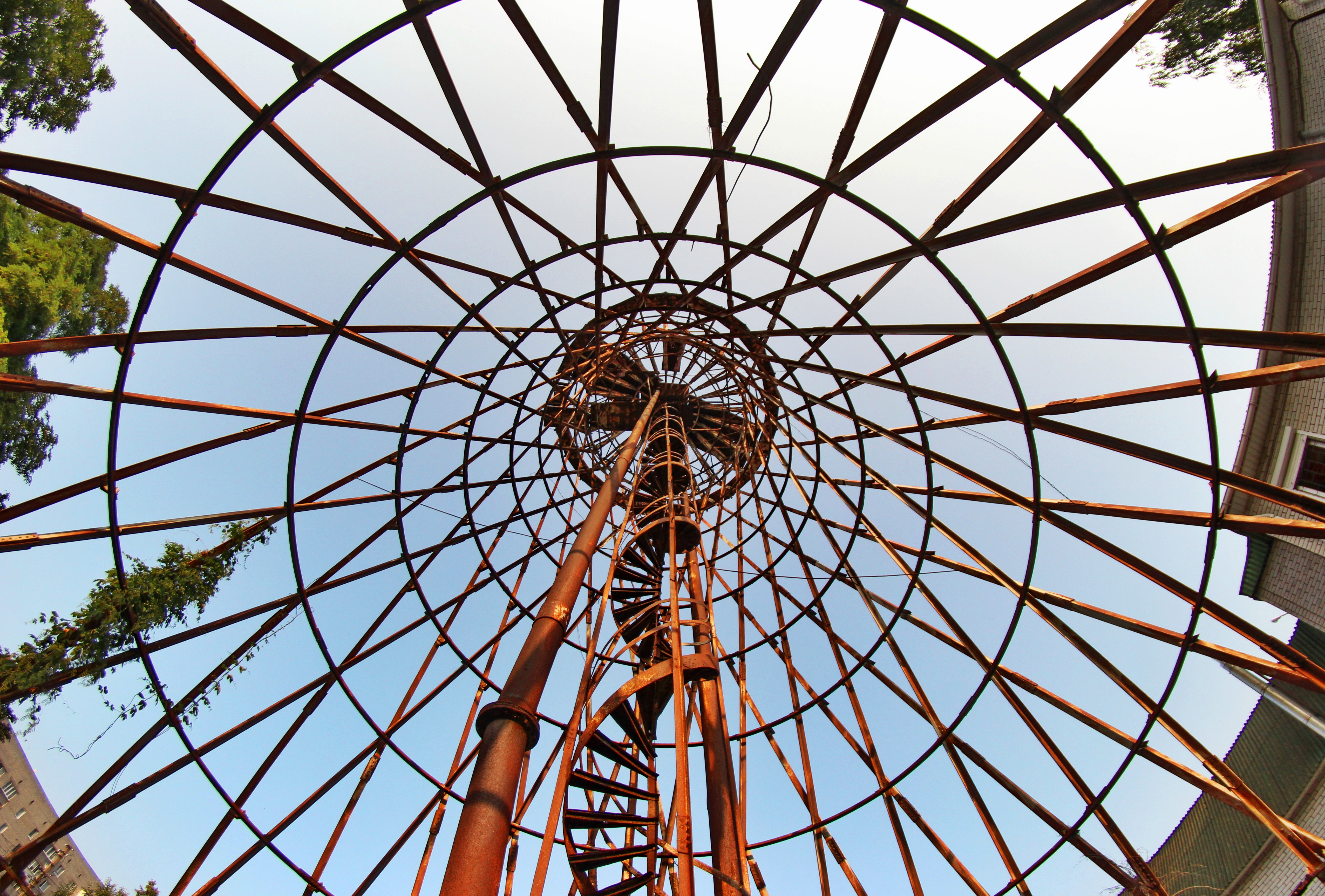
Вид изнутри на траверсу башни

Конструкция — стальной одноосный гиперболоид из 25 пар несущих угловых стержней, с круговой железобетонной основой диаметром 16 м и круговой железной площадкой для бака наверху, к которой ведёт винтовая лестница.

## История
Башня была построена по проекту В. Г. Шухова в 1929 году в связи со строительством местного водопровода. Башня обеспечивала население города питьевой водой. До 1941 года на башне располагался пункт наблюдения местной противовоздушной обороны. Во время Великой Отечественной войны башня была повреждена и перестала функционировать, хотя ещё некоторое время использовалась в качестве телевизионной.
В 1980 году с башни сняли бак. На сегодня башня находится в критическом состоянии и нуждается в немедленной реставрации.
26 марта 2012 года Конотопский городской совет провёл специальное совещание, посвящённое судьбе башни. И хотя средств на ремонт башни в городском бюджете на тот момент не было, башню было решено сохранить.